# Андски миш
Андски миш или андски хрчак (лат. Andinomys edax, енгл. Andean mouse, рус. Андийский хомячок) је врста сисара из реда глодара и породице хрчкова (Cricetidae). 

## Распрострањење
Ареал врсте је ограничен на мањи број држава. Врста је присутна у Аргентини, Перуу, Боливији и Чилеу.

## Станиште
Станишта врсте су жбунаста вегетација и травна вегетација.
Врста је присутна на планинском венцу Анда у Јужној Америци, на висинама од 1.500 до 5.100 метара.

## Угроженост
Ова врста је наведена као последња брига, јер има широко распрострањење и честа је врста.